# Chae Jung-an
Chae Jung-an (wirklicher Name 장정안 Jang Jung-an; * 10. Oktober 1977 in Busan, Südkorea) ist eine südkoreanische Schauspielerin und Sängerin.

## Filmografie

### Filme
- 1998: Amazing Men
- 2003: Run 2 U
- 2004: Grandma’s Adventure
- 2008: Sunjeong Manhwa

### Fernsehserien
- 1998: Paper Crane (KBS)
- 2001: Mina (KBS)
- 2001: Snowflakes (KBS)
- 2003: Run
- 2003: Over the Green Fields (KBS)
- 2004: Emperor of the Sea (KBS)
- 2007: The 1st Shop of Coffee Prince (MBC)
- 2009: Cain and Abel (SBS)
- 2009: Hot Blood (KBS)
- 2010: Queen of Reversals (MBC)
- 2013: When a Man Loves (MBC)
- 2017: Man to Man

## Diskografie
- 1999: Mujeong (무정)
- 2000: Pyeonji (편지 ‚Brief‘)
- 2001: Goddess … Her Fate